# 유동균 (정치인)
유동균(庾東均, 1962년 10월 20일~)은 대한민국의 정치인이자 제44대 마포구청장이다. 본관은 무송.

## 학력
- 고창선동국민학교 졸업
- 중학교 검정고시
- 고등학교 검정고시
- 1995~1996 명지대학교 무역대학원 유통학과 수료
- 2009~2014 한국방송통신대학교 행정학 학사
- 2017~2021 연세대학교 행정대학원 정치학 석사

## 경력
- 1995.07~1998.06: 제2대 서울특별시 마포구의회 의원(성산제1동)
- 1995.07~1998.06: 민주평화통일자문회의 자문위원
- 2008.05~2016.06: 민주당 서울특별시당 마포구 을 지역위원회 사무국장(위원장: 정청래)
- 2010.03~2010.09: 드림법무사 사무국 국장
- 2010.07~2014.06: 제6대 서울특별시 마포구의회 의원(마 선거구), 행정건설위원장
- 2010.12~2016.06: 민주당→민주통합당→민주당→새정치민주연합→더불어민주당 서울특별시당 마포구 을 지역위원회 사무국장
- 2014.07~2018.03: 제9대 서울특별시의회 의원(초선, 마포구 제3선거구), 홍보물 편집위원장
- 2018.07~2022.06 : 제44대 민선 7기 서울특별시 마포구청장(초선)

## 전과
- 도로교통법위반: 벌금 1,000,000원 - 1993년 9월 21일 선고[1]
- 부정수표단속법위반: 벌금 2,000,000원 - 1996년 11월 22일 선고[1]
- 부정수표단속법위반: 벌금 1,500,000원 - 1999년 4월 14일 선고[1]

## 역대 선거 결과
|  | 39.34% |

|  | 42.65% |

|  | 26.71% |

|  | 47.28% |

|  | 57.72% |

|  | 46.77% |